# جوزيف جيرميا
جوزيف جيرميا (بالإنجليزية: Joseph Jermia) (مواليد 18 سبتمبر 1981) هو ملاكم ناميبي، مثّل بلاده في الألعاب الأولمبية الصيفية 2004.

## روابط خارجية
جوزيف جيرميا على موقع أوليمبيديا (الإنجليزية)
- جوزيف جيرميا على موقع اتحاد ألعاب الكومنولث (مؤرشف) (الإنجليزية)